# Будейн, Карел Бернард
Карел Бернард Будейн (нидерл. Karel Bernard Boedijn; 1893—1964) — нидерландский миколог и ботаник, изучавший флору грибов Индонезии.

## Биография
Карел Бернард Будейн родился 29 июня 1893 года в городе Амстердам в Нидерландах. Учился в школе в Амстердаме, затем работал в компании по продаже кукурузы. Во время Первой мировой войны Будейн потерял работу и решил стать микологом. Он был назначен ассистентом Хуго де Фриза. Будейн стал учиться в Амстердамском университете. В 1925 году он с почётом окончил Университет, его диссертация была посвящена виду рода Ослинник Oenothera lamarckiana и называлась Der Zusammenhang zwischen den Chromosomen und Mutationen bei Oenothera lamarckiana. В 1926 году Карел Бернард женился на А. Р. Хенеме. В том же году он отправился в Индонезию, в то время являвшуюся нидерландской колонией. Будейн работал в Авросской экспериментальной сельскохозяйственной станции и в Ботаническом саду Бейтензорга (ныне — Богор). В 1933 году Карел Будейн стал профессором Медицинского университета Батавии (ныне — Джакарта). С 1943 по 1946 Будейн находился в плену у японских оккупантов. Он собирал лекарственные растения, необходимые для жизни. После освобождения он некоторое время жил в Нидерландах. Затем Карел продолжил работать профессором в Богорском университете. В 1958 году он вернулся в Европе и стал жить в Гааге. Карел Будейн скончался 29 августа 1964 года.

## Некоторые научные публикации
- Boedijn, K.B. Beitrag zur Kenntnis der Pilzflora von Sumatra (неопр.) // Recueil Trav. Bot. Néerlandais. — 1929. — Т. 26. — С. 396—439.
- Boedijn, K.B. Ueber Einige Phragmosporen Dematiazen (неопр.) // Bulletin du Jardin Botanique de Buitenzorg Sér. III. — 1933. — Т. 13, № 1. — С. 120—134.
- Boedijn, K.B. Notes on the Trichophytoneae from Java (англ.) // Mycopathologia[англ.] : journal. — 1951. — Vol. 6. — P. 116—134.
- Boedijn, K.B. Notes on Indonesian fungi. The genus Amanita (англ.) // Sydowia[англ.]. — 1951. — Vol. 5. — P. 317—327.
- Boedijn, K.B. Myriangiales from Indonesia (англ.) // Persoonia[англ.]. — 1961. — Vol. 2, no. 1. — P. 63—75.
- Boedijn, K.B. The Sordariaceae of Indonesia (англ.) // Persoonia[англ.]. — 1962. — Vol. 2, no. 3. — P. 305—320.

## Грибы, названные в честь К. Б. Будейна
- Boedijnopeziza S.Ito & S.Imai, 1937
- Aspergillus boedijnii Blochwitz, 1934 [syn.  Aspergillus terreus Thom, 1918]
- Asterina boedijniana Hansf., 1954
- Ceramothyrium boedijnii Bat., Nascim. & Cif., 1962
- Chaetothyrium boedijnii Hansf., 1957
- Cordierites boedijnii W.Y.Zhuang, 1988
- Gastroboletus boedijnii Lohwag, 1926
- Inocybe trechispora var. boedijnii Singer, 1936
- Lembosia boedijnii Hansf., 1945
- Meliola boedijniana Hansf., 1954
- Meliola boedijnii Cif.. 1951
- Midotis boedijnii Cif., 1957
- Pseudocercospora boedijniana U.Braun, 2001, nom. nov.
- Septobasidium boedijnii Couch ex L.D.Gómez & Henk, 2004